# Dunaújvárosi Szakképzési Centrum Dunaferr Szakgimnáziuma és Szakközépiskolája
A Dunaújvárosi Szakképzési Centrum Dunaferr Technikum és Szakképző Iskola Dunaújváros egyik legrégebbi és legnagyobb középiskolája, a diákok száma meghaladja az 1000 főt. Az iskolában gépész, elektrotechnika-elektronika szakmacsoportos, valamint rendészeti pályára előkészítő képzés zajlik.

## Az iskola története
1949 végén párt- és kormányhatározat született arról, hogy Dunapentelén kohászati kombinát és egy új város épüljön. Nem sokkal később már a Dunai Vasmű vezetői azt kérvényezték, hogy az 1955-56-os tanévben 168 fő ipari tanuló képzését szeretnék beindítani. Az intézet megszervezésével a vasmű közvetlenül kívánta megoldani a szakmunkás-utánpótlást. Ilyen körülmények és indokok alapján alakult meg a 316. sz. Ipari Tanuló Intézet, ahol 1955. szeptember 15-én volt az első tanítási nap. Az iskola új és máig is működő épületének ünnepélyes átadására – egyben Makarenko nevének felvételére 1963. november 7-én került sor. 1971-ben elkészült az iskola új szárnyépülete és tornaterme, 1974-ben átadták a tanműhelyt és a jóléti épületet. A könnyűipari tagozat önálló épületének átadására 1976-ban, kollégiumának birtokbavételére pedig egy évvel később került sor. Az iskola villamos tagintézménye önálló épületben kezdte meg működését 1996-ban. 2013. január elseje óta az iskola fenntartója a Klebelsberg Intézményfenntartó Központ. Az iskola fenntartója 2015. július 1-t követően a Dunaújvárosi Szakképzési Centrum. Az iskola új neve 2020. július 1-től Dunaújvárosi Szakképzési Centrum Dunaferr Technikum és Szakképző Iskola.

## A képzések helyszínei
Az iskola központi épülete a Vasmű téren található, ahol gépészeti szakmacsoportos és rendészeti pályára előkészítő képzés folyik. A szakmai oktatás több gyakorló helyen történik, a legnagyobb az ISD Dunaferr Zrt. tulajdonában lévő tanműhely, ahol a legmodernebb gépek segítik a munkát. A belvárosban található az Apáczai Csere János Utcai Telephely, ahol villamos szakmák képzései, valamint a rendészeti pályára előkészítő képzés zajlik.

## Az iskola hagyományai
- Intercisa Kupa Kézilabda bajnokság
- Városi vers- és prózamondó verseny
- Egy álomtól az aranyágig - történelmi csapatverseny
- Aranyhorog horgászverseny
- Dunaferr hét
- Éjszakai foci

## Aranykönyv
Az iskola a XXI. század első évében nyitotta meg ARANYKÖNYVÉT - emléket állítva lapjain a tiszteletre méltó eredményeknek a tanulmányi, kulturális, sport és közösségi munka terén. Kinek szól az ARANYKÖNYV? A jövőnek, hogy felidézhesse az elmúlt idők eredményeit: versenyeket, neveket, a küzdelem ízét, a győzelem hangulatát. A jelennek, amikor szereplőivel még találkozhassunk, és kezet szorítva láthatjuk arcukon a jól végzett munka örömeit. Az iskolának, hogy belenézve tükrében vizsgálhassa önmagát: mit tett; mit kell tennie azért, hogy minél több boldog, elégedett fiatalt indíthasson útjára, felvértezve a rá váró megpróbáltatások ellenében. A diáknak, aki tudásával, tehetségével, kitartó munkájával bevéste nevét az emlékezet kőlapjába - mint friss patak büszke sziklák falába, melyek őrzik a jelet évmilliók óta. Az ARANYKÖNYV tehát jel - követendő út a jövő erdejében.

## Jótékony iskola
- Jószoli Ability Park létrehozása
- Muki gőzmozdony felújítása
- Szerelemsziget az Apáczai Csere János Utcai Telephely udvarán

## Szakgimnáziumi képzések
- XI. Villamosipar és elektronika ágazati  képzés
- IX. Gépészet ágazati képzés
- XXXVIII. Rendészet ágazati képzés

## Szakközépiskolai képzések
- Villanyszerelő
- Ipari gépész
- Hegesztő
- Karosszérialakatos
- Épület- és szerkezetlakatos
- Gépi forgácsoló
- Központifűtés és gázhálózat rendszerszerelő

## Érettségi utáni képzések
- Autószerelő
- Épületgépész technikus
- Automatikai technikus
- Elektronikai technikus
- Erősáramú elektrotechnikus
- Mechatronikai technikus

## Testvériskola
- BBS2 Göttingen

## Az iskola alapítványa
A Dunaferr Iskola Tanulóiért Alapítvány egy közhasznú szervezet, 1998 óta működik az iskolában. Legfőbb feladatának a jó tanulmányi eredményt elérő tanulók ösztöndíjjal való jutalmazását és a nyelvvizsgák támogatását tekinti. Az alapítvány vagyonából csak a tanulók részesülnek támogatásban, az iskola dolgozói az alapítvánnyal kapcsolatos tevékenységüket a gyermekek iránti szeretetből, díjazás nélkül végzik.

## Sportegyesület
A Dunaújvárosi Diák Sportegyesület célja a Dunaferr iskola nevelő oktató munkájával összhangban tagjainak rendszeres helyi, intézményen belüli, valamint intézmények közötti és egyéb versenylehetőségeinek tervezése, szervezése, valamint sportjátékok, turisztikai programok szervezése, lebonyolítása.

## Kitüntetések
Dunaújvárosért Díj